# Albert Manent
Albert Manent i Segimon (Premiá de Dalt, 23 de septiembre de 1930-14 de abril de 2014) fue un escritor y activista cultural español del ámbito de la lengua catalana, hijo del también escritor Marià Manent; era licenciado en Derecho y en Filología Catalana.

## Biografía
Destacó en el campo de la poesía, la narrativa, las memorias y biografías de literatos y políticos, la crítica y la historia. Por otra parte destacó en los movimientos de resistencia contra el franquismo (también desde el exilio). En 1949 participó en la creación de una Antologia Poètica Universitaria en la que colaboraron personajes como el reconocido autor de novelas y de libro de viajes Josep Maria Espinàs. También participó en la revista Curial y en otras actividades clandestinas de militancia cultural con el fin de mostrar que la cultura y la lengua catalanas seguían vivas. Por este motivo, se organizaban clases de catalán a cargo del crítico Joan Triadú y lecturas poéticas, en las que de vez en cuando invitaban a intelectuales valencianos y mallorquines (a pesar de que la relación con los grupos clandestinos de fuera de Cataluña era escasa). Después de la transición, trabajó para la administración de la Generalidad de Cataluña en cargos de responsabilidad y como asesor del que fuera presidente, Jordi Pujol. De 2000 a 2004 fue director del Centro de Historia Contemporánea, y desde 1981 hasta 2010 ostentó la presidencia de la Societat d'Onomàstica (en dicho año fue sucedido por Josep Maria Albaigès i Olivart). Colaboró con diversos medios de la prensa escrita, especialmente con Serra d'Or. Su carrera ha contado con numerosos reconocimientos: Mestre en Gai Saber, el premio Ramon Trias Fargas (por una biografía de Fèlix Millet publicada en 2003) o la publicación del libro de homenaje Records d'ahir i d'avui. Homenatge a Albert Manent i Segimon amb motiu dels 70 anys. En 2011 fue galardonado con el Premio de Honor de las Letras Catalanas.

## Obras

### Poesía
- 1949 Hoste del vent
- 1951 La nostra nit

### Ensayo y crítica
- 1969 Literatura catalana en debat
- 1976 La literatura catalana a l'exili
- 1984 Escriptors i editors del Nou-cents
- 1993 Retorn a abans d'ahir
- 1997 Del Noucentisme a l'exili
- 2001 Tomàs Garcés, entre l'Avantguarda i el Noucentisme
- 2003 Llunari de noms i mots
- 2006 La guerra civil i la repressió del 1939 a 62 pobles del Camp de Tarragona
- 2008 La represa. Memòria personal, crònica d'una generació (1946-1956)

### Biografías y dietarios
- 1963 Carles Riba
- 1969 Josep Carner i el Noucentisme
- 1979 Jaume Bofill i Mates i Guerau de Liost
- 1986 El molí de l'ombra
- 1993 J. V. Foix
- 1995 Marià Manent, biografía íntima i literària
- 2003 Fèlix Millet i Maristany: líder cristià, financer i mecenes catalanista

### Retratos y estudios literarios
- 1988 Solc de les hores: retrats d'escriptors i de polítics
- 1988 Bibliografía catalana dels anys més difícils (1939-1943)
- 1989 Bibliografía catalana: cap a la represa (1944-1946)
- 1990 Semblances contra l'oblit
- 1996 En un replà del meu temps

## Premios
- 1970 Premio de la Crítica Serra d'Or de ensayo por Josep Carner i el Noucentisme
- 1987 Premio Josep Pla por Solc de les hores: retrats d'escriptors i de polítics
- 1995 Premio Ramon Llull de novela por Marià Manent, biografía íntima i literària
- 2011 Premio de Honor de las Letras Catalanas.

| Predecesor: Nèstor Luján | Premio Ramon Llull de novela 1995 | Sucesor: Josep Maria Ballarín |